# Delvine Relin Meringor
Delvine Relin Meringor (* 1. August 1992 in Kapsangar, Kenia) ist eine kenianisch-rumänische Leichtathletin, die sich auf den Langstreckenlauf spezialisiert hat und seit Juni 2024 international für Rumänien startberechtigt ist.

## Sportliche Laufbahn
Erste sportliche Erfahrungen sammelte Delvine Relin Meringor bei den Crosslauf-Weltmeisterschaften 2008 in Edinburgh, bei denen sie in 20:06 min den vierten Platz im Juniorinnenrennen belegte und in der Teamwertung die Silbermedaille gewann. Im Jahr darauf wurde sie bei den Crosslauf-Weltmeisterschaften in Amman nach 21:27 min 16. im U20-Rennen. Nach mehreren Jahren Wettkampfpause trat sie von 2013 bis 2016 ausschließlich bei Straßenläufen in Brasilien an und in den folgenden Jahren trat sie vor allem bei Wettkämpfen in der Türkei an. Seit 2024 ist sie für Rumänien startberechtigt und belegte im selben Jahr bei den Europameisterschaften in Rom in 1:09:25 h den vierten Platz im Halbmarathon. Bei den Olympischen Spielen 2024 in Paris beendete sie den Marathonwettbewerb mit der Saisonbestzeit von 2:24:56 h auf dem siebten Platz und im Dezember wurde sie bei den Crosslauf-Europameisterschaften in Antalya nach 26:03 min Vierte im Einzelbewerb.
2022 wurde Meringor bereits rumänische Meisterin im 5000- und 10.000-Meter-Lauf.

## Persönliche Bestleistungen
- 5000 Meter: 15:38,21 min, 23. Juni 2018 in Nairobi
- 10.000 Meter: 33:52,02 min, 30. April 2022 in Târgu Jiu
- 10-km-Straßenlauf: 32:06 min, 27. Oktober 2019 in Nairobi
- Halbmarathon: 1:07:48 h, 20. Januar 2019 in Houston
- Marathon: 2:20:49 h, 19. März 2023 in Barcelona (rumänischer Rekord)